# 2024年紐約地鐵縱火燒人案
當地時間2024年12月22日早上約7點30分，美國紐約地鐵一名女乘客德布麗娜·卡瓦姆（Debrina Kawam）遭縱火焚燒；該乘客在F線列車停靠於布魯克林區康尼島-斯提威爾大道車站時，遭一名男子以打火機點燃衣物，並在短短數秒內被烈焰吞噬。嫌疑犯身份已確認為非法移民塞巴斯蒂安·薩佩塔-卡利爾（Sebastian Zapeta-Calil），目前因涉嫌謀殺被捕。

## 襲擊
案發時間為當地時間2024年12月22日早上約7點30分
，地點為停靠中的F線列車。該兇手接近車廂內唯一的乘客，隨後使用打火機點燃她的衣服。火勢迅速蔓延，受害者瞬間陷入火海。
犯罪後，嫌疑犯離開車廂但未離開現場。旁觀者的手機拍下一段影片，顯示嫌疑犯坐在附近長椅上觀看火勢，並疑似用一件T恤扇動火焰。當警員趕到現場時，隨身攝影機記錄下了嫌疑犯坐在車廂對面的長椅上的畫面，但由於當時未確認其身份，嫌疑犯得以逃離。稍後，警方公佈影片中的影像以尋求公眾協助辨認。一名大都會運輸署工作人員用滅火器撲滅火焰，但受害者仍於早上7點48分被宣告死亡。
薩帕特-卡利爾最終在34街-先驅廣場車站被捕，3名高中生在另一列地鐵上認出他並報警。警方在他身上發現一個打火機。
截至12月24日，受害者身份仍未確認。當局表示她是一名無家可歸者。

## 遇害者
2024年12月31日，襲擊發生九天後，警方確認受害者為57歲的德布麗娜·卡瓦姆（出生名黛比·卡瓦姆，Debbie Kawam）。根據報導指，自2024年9月9日以來，她一直居住在紐約市無家可歸者收容所，但在此之前，她曾住在新澤西州湯姆斯河。卡瓦姆畢業於新澤西州利特爾福爾斯的帕塞伊克谷地高中，並於1985年完成學業。
襲擊發生不到一天，社交媒體上便出現與案件相關的虛假訊息，包括捏造的姓名及AI生成的照片。然而，這些錯誤資訊很快被查證並駁斥，甚至附有AI生成的虛假圖像。法醫驗屍報告顯示，受害者死於高溫燒傷及吸入濃煙。

## 嫌疑犯
嫌疑犯為33歲的塞巴斯蒂安·薩佩塔-卡利爾，他於2018年因試圖從墨西哥非法入境美國亞利桑那州邊境而遭引渡，隨後仍成功非法進入美國。目前尚無法確定他在美國的停留時間。
事發後不久，薩帕特-卡利爾即被警方逮捕，並被控一級謀殺、二級謀殺及縱火罪。12月23日晚間，他曾被送往醫院，但隔天即出院。根據當局調查，嫌疑犯與受害者並無任何關係，這宗襲擊事件極可能是隨機所為。12月24日，薩帕特-卡利爾出庭受審，但並未作出任何辯護聲明。檢察官在庭審中透露，薩帕特-卡利爾曾告訴警方，他當時喝了大量酒精，完全不記得發生過什麼。

## 反應
紐約市市長艾瑞克·亞當斯在X／Twitter平台上發文指出：「這種令人髮指的行為在我們的地鐵系統中毫無立足之地，我們承諾將全力以赴，確保對所有暴力犯罪的受害者伸張正義。」紐約市警察局局長傑西卡·蒂施形容此事件是「一個人對另一個人能犯下的最令人髮指的罪行之一」。即將上任的邊境事務專員湯姆·霍曼批評市長艾瑞克·亞當斯和紐約州州長凱西·霍赫爾，認為他們的政策讓紐約市成為「非法移民的避風港」。
布魯克林地方檢察官艾瑞克·岡薩雷斯表示：「這宗針對弱勢女性的殘酷暴力行為將面臨最嚴厲的法律制裁。」
網路上許多人對一些紐約市警察局警員表達強烈不滿，這些警員當時站在列車外，卻眼睜睜看著受害者被火焰吞噬。同時，旁觀者的冷漠態度也引發批評，無家可歸者關注團體活動家柯蒂斯·斯利瓦譴責他們選擇拍攝影片，而非上前協助受害者；前布魯克林議員多夫·海金德則呼籲州長霍楚爾辭職。